# Club Sportivo Miramar Misiones
Il Club Sportivo Miramar Misiones, noto semplicemente come Miramar Misiones, è una società calcistica di Montevideo, in Uruguay.
È nato il 25 giugno 1980 dalla fusione dei due club del Misiones Football Club (fondato nel 1906) e dello Sportivo Miramar (fondato nel 1915).
Ha a lungo militato in Primera División, da ultimo dalla stagione 2003 a quella 2007-2008, al termine della quale il Miramar Misiones è retrocesso in Segunda División.
Nel campionato 2009-2010 il Miramar Misiones ha vinto il torneo di Apertura di seconda divisione, guadagnando così il diritto di giocarsi uno dei posti validi per la promozione contro il Bella Vista, vincitore del Clausura, ma è uscito battuto da quest'ultima. Tuttavia, nei play-off per decidere la terza promozione (un posto era stato conquistato anche dal Tanque Sisley, vincitore del campionato di Segunda División), il Miramar Misiones ha estromesso in semifinale il Progreso e in finale ha avuto la meglio della Juventud, tornando in Primera División dopo due anni.
Nella stagione 2010-2011, tuttavia, il Miramar Misiones non ha saputo mantenere la permanenza in prima divisione e, a causa di due ultimi posti sia nel campionato di Apertura che in quello di Clausura, è retrocesso nuovamente in Segunda División.

## Palmarès
- Segunda División Profesional de Uruguay: 4
  - come Miramar: 1942, 1953
  - come Miramar Misiones: 1986, 2023
- Segunda División Amateur de Uruguay: 1
  - come Misiones: 1974
- Divisional Intermedia: 3
  - come Misiones: 1917, 1971
  - come Miramar: 1935
- Divisional Extra: 3
  - come Miramar: 1917, 1937
  - come Misiones: 1953

## Organico

### Rosa 2012
| N. |                      | Ruolo | Calciatore              |
| -- | -------------------- | ----- | ----------------------- |
| 2  | Argentina (bandiera) | D     | Gonzalo Viera           |
| 3  | Uruguay (bandiera)   | C     | Víctor Hugo Martínez    |
| 4  | Argentina (bandiera) | D     | Nicolás Barán           |
| 5  | Uruguay (bandiera)   | C     | Ángelo Paleso           |
| 6  | Uruguay (bandiera)   | D     | Charles Zoryes          |
| 7  | Uruguay (bandiera)   | C     | Ignacio Lemmo           |
| 8  | Uruguay (bandiera)   | C     | Ignacio Christophensen  |
| 9  | Uruguay (bandiera)   | A     | Andrés Walter Rodríguez |
| 10 | Argentina (bandiera) | A     | Rubén Cecco             |
| 11 | Uruguay (bandiera)   | A     | Diego Luz               |
| 12 | Uruguay (bandiera)   | P     | Fernando Adrian Perez   |
| 14 | Uruguay (bandiera)   | D     | Pablo Alfonso           |
| 17 | Argentina (bandiera) | D     | Franco Bano             |
| 18 | Uruguay (bandiera)   | C     | Andony Alvarez          |

| N. |                    | Ruolo | Calciatore               |
| -- | ------------------ | ----- | ------------------------ |
| 21 | Uruguay (bandiera) | C     | Juan Rodriguez           |
| 22 | Uruguay (bandiera) | A     | Federico Fernández       |
|    | Uruguay (bandiera) | C     | Juan Ignacio Silva Cerón |
|    | Uruguay (bandiera) | D     | Diego Fernández          |
|    | Uruguay (bandiera) | D     | Washington Tais          |
|    | Uruguay (bandiera) | P     | Gonzalo Noguera          |
|    | Camerun (bandiera) | D     | Alain Yomby              |
|    | Uruguay (bandiera) | C     | Mariano Rubbo            |
|    | Uruguay (bandiera) | C     | Adrián Speranza          |
|    | Uruguay (bandiera) | C     | Jonathan Rios            |
|    | Uruguay (bandiera) | C     | Facundo Moreira          |
|    | Uruguay (bandiera) | A     | Juan Cruz Mascia         |
|    | Uruguay (bandiera) | D     | Pablo Pallante           |